# Puigcerdà
Puigcerdà település Spanyolországban, Girona tartományban. Puigcerdà Alp, Fontanals de Cerdanya, Bolvir, Guils de Cerdanya, Enveitg, Ur, Bourg-Madame és Palau-de-Cerdagne községekkel határos. Lakosainak száma 10 008 fő (2024).

## Népesség
A település népessége az elmúlt években az alábbi módon változott:
| Lakosok száma | 1388 | 2931 | 3688 | 4561 | 6029 | 8370 | 9022 | 8761 | 9258 | 10 008 |
|               | 1717 | 1887 | 1936 | 1960 | 1986 | 2004 | 2009 | 2014 | 2019 | 2024   |